# Papierowce
Papierowce (biał. Папераўцы, Papieraucy; ros. Паперовцы, Papierowcy) – wieś na Białorusi, w obwodzie grodzieńskim, w rejonie lidzkim, w sielsowiecie Chodorowce, nad Lebiodą.

## Historia
W dwudziestoleciu międzywojennym leżały w Polsce, w województwie nowogródzkim, w powiecie szczuczyńskim (od 29 maja 1929, wcześniej w powiecie lidzkim), w gminie Żołudek. W 1921 miejscowość liczyła 216 mieszkańców, zamieszkałych w 43 budynkach, w tym 205 Polaków i 11 Białorusinów. Wszyscy mieszkańcy byli wyznania rzymskokatolickiego.
Po II wojnie światowej w granicach Związku Sowieckiego. Od 1991 w niepodległej Białorusi.